# Рзаев, Ислам Тапдыг оглы
Ислам Тапдыг оглу Рзаев (азерб. İslam Tapdıq oğlu Rzayev; род. 11 ноября 1934 года, Физулинский район - 26 января 2008, Баку) — ханенде, народный артист Азербайджанской ССР (1989).

## Биография
Ислам Тапдыг оглу Рзаев родился 11 ноября 1934 года в селе Сардарлы Физулинского района Азербайджана.  Завершив первоначальное образование, он поступил в Музыкальный техникум имени Асафа Зейналлы в Баку. Здесь Ислам Рзаев постигал секреты искусства ханенде в классе известного мастера Сеида Шушинского. В этот период на его становление как певца большое влияние оказали выдающиеся исполнители Зульфи Адыгезалов и Хагигат Рзаева.
Впоследствии Ислам Рзаев окончил Азербайджанский государственный университет культуры и искусства. С юного возраста, приобщившись к исполнительскому искусству, он на протяжении многих лет являлся солистом Азербайджанской государственной филармонии имени Муслима Магомаева. Один из создателей «Театра мугама», Ислам Рзаев работал здесь с 1988 года до конца своей жизни в качестве художественного руководителя.
Ислам Рзаев, являвшийся известным представителем и достойным продолжателем карабахской школы ханенде, благодаря уникальному таланту и большому трудолюбию за короткое время получил признание как виртуозный исполнитель и снискал любовь слушателей. Он достойно продолжал традиции своих предшественников в искусстве, на протяжении всего своего творчества стремился к сохранению классического стиля исполнения мугама и имел большие заслуги в этом деле. Ислам Рзаев, глубоко чувствовавший все нюансы народной музыки, является одним из выдающихся мастеров, обогативших сокровищницу национальной музыки. Заняв достойное место в азербайджанской школе ханенде, имеющей древние исторические корни, он внес важный вклад в её развитие.
За заслуги в области азербайджанского музыкального искусства Ислам Рзаев был удостоен ряда наград, в том числе высокой награды независимой Азербайджанской Республики — ордена «Шохрат».
Скончался 26 января 2008 года, на 74-м году жизни.

## Награды
- Заслуженный артист Азербайджанской ССР (1967)
- Народный артист Азербайджанской ССР (1989)
- Персональная стипендия Президента Азербайджанской Республики (2002)[1]
- Орден «Шохрат» (2004)

## Фильмография
- 1965 — Непокорённый батальон